# Litiasis urinaria
Litiasis urinaria es una masa sólida compuesta de pequeños cristales y localizada en el aparato urinario (riñones, uréter, vejiga urinaria o uretra). Se pueden presentar uno o más cálculos al mismo tiempo alojados en el riñón o en el uréter. Son acumulaciones similares a piedras que se forman a partir de sales minerales. Sin embargo, estas piedras urinarias (o cálculos) son clasificadas con mayor precisión de acuerdo a dónde se descubren primero en: los riñones, los uréteres (conductos renales), o la vejiga. Los que se localizan en los riñones, se denominan: cálculos renales, piedras en el riñón, cálculos en el riñón, litiasis renal o nefrolitiasis.

## Clasificación
Según su composición química
- Cálculos de calcio: La forma más común, se presentan cuando hay exceso de calcio u oxalato en la sangre. Tomar ciertas drogas o el exceso de vitamina D pueden aumentar las concentraciones de calcio. La genética o una buena dieta con alimentos ricos en oxalato, como la espinaca, pueden elevar los niveles de oxalato.
- Cálculos de ácido úrico: El ácido úrico en exceso, un subproducto del metabolismo de las purinas, puede cristalizarse en forma de cálculos.
- Cálculos de cistina: Estos cálculos poco frecuentes se producen en personas con una enfermedad hereditaria que hace que los riñones excreten grandes cantidades de ciertos aminoácidos.
- Cálculos de estruvita: Los cálculos de estruvita son creados por bacterias que infectan el tracto urinario, y generalmente aparecen en mujeres.

Según su estructura
Los cálculos renales pueden ser tan diminutos como un granito de arena o tan grandes como una perla. Incluso algunas piedras pueden tener el tamaño de una pelota de golf. La superficie de la piedra puede ser lisa o con picos. Por lo general son de color amarillo o marrón. Es posible que tomando algunas pastillas, como L-cari tina o populares preparados vitamínicos con calcio o magnesio, se ayuda a la aparición de las piedras. Algunos cálculos renales ocupan el espacio que se conforma por la pelvis renal, dando lugar a cálculos renales con forma de coral o litiasis coraliforme.

## Epidemiología
Según una estimación, 1 de cada 10 personas desarrollará cálculos urinarios alguna vez en su vida. Factores de riesgo:
- Sexo: Por lo general, los cálculos se desarrollan en hombres, quienes son de 2 a 3 veces más propensos que las mujeres a presentar este problema.
- Edad: La mayoría de los cálculos ocurren en hombres de 40 a 60 años.
- Estilo de vida: Los factores incluyen sedentarismo, hacer una dieta rica en proteínas animales y no beber suficiente agua.
- Infección crónica de las vías urinarias.

## Cuadro clínico
Los síntomas de cálculos urinarios suelen aparecer súbitamente:
- Fuerte e impreciso dolor de espalda que suele irradiarse al abdomen.
- Náuseas y vómito ocasional.
- Imposibilidad de estar de pie, sentado o acostado cómodamente.
- Sensación de ardor intenso durante la micción o sangre en la orina.

Otros síntomas pueden aparecer debido a una infección producida por el cálculo:
- Escalofríos y fiebre.
- Orina turbia y de olor fétido.
- Micción sumamente dolorosa.

## Diagnóstico
La mayoría de los cálculos se descubren después de que causan los síntomas. El médico comienza con un examen físico para descartar cualquier otra enfermedad seria, como la apendicitis aguda. Se realiza un análisis de orina para determinar si hay infección o hematuria. El médico hace una serie de preguntas sobre historia médica y hábitos en el estilo de vida, como la dieta y también el ejercicio.
Para localizar el cálculo y determinar su tamaño, se realizan estudios de imagen:
- Radiografía: Una placa radiográfica tradicional del área pélvica, riñones y vejiga es por lo general suficiente para localizar los cálculos urinarios.
- Pielograma intravenoso: Para este tipo de radiografía, se inyecta una tintura de uso médico en el torrente sanguíneo para lograr contraste visual en la radiografía, permitiéndole al médico ver con claridad el cálculo y evaluar el grado de obstrucción.
- Tomografía computada (TC): La TC brinda radiografías de alta resolución y puede verificar la ubicación del cálculo y el grado de obstrucción sin necesidad de tintura de contraste intravenosa.

## Tratamiento
Todos los cálculos urinarios deberían tratarse para evitar complicaciones serias e incluso fatales. El tratamiento varía de acuerdo con la localización, el tamaño y la composición química del cálculo.
La mayoría de los cálculos pequeños se expulsan finalmente del cuerpo por sí solos. Por este motivo, al paciente con cálculos pequeños se le recetan medicamentos para el dolor y se lo instruye para que tome todo el líquido que pueda para ayudar a expulsar el cálculo.
Si el cálculo representa una amenaza para la salud del paciente, si el dolor se vuelve continuo, o si el cálculo no se expulsa en un tiempo razonable, se puede extraer mediante procedimientos, tales como:
- Litotripsia extracorpórea o litotricia: En este procedimiento se utiliza una máquina especial que genera ondas de choque fuera del cuerpo, que se apuntan y dirigen para fragmentar el cálculo dentro de la vía urinaria.
- Ureterorrenoscopia: La ureterorrenoscopia permite al cirujano visualizar y extraer los cálculos a través de la abertura urinaria. Una vez que el cálculo se ha localizado, el cirujano puede asistirlo con pequeñas pinzas y extraerlo, o lo fragmenta usando un litotriptor endoscópico o láser.
- Cirugía percutánea
- Cirugía abierta.

## Prevención
Existen varias recomendaciones que ayudan a combatir las piedras en los riñones:
- Tomar por lo menos 8 vasos de agua al día.
- El consumo de alimentos ricos en citrato, como la piña, y alimentos ricos en magnesio.
- Consumir fibras (por lo menos 18 gramos al día) y alimentos que contengan vitaminas A y B, ya que se ha comprobado por estudios que reducen la cantidad de calcio de la orina y así disminuyen las probabilidades de generar cálculos.
- Reducir la cantidad de proteína animal, puesto que le da trabajo adicional a los riñones.
- Verificar las medicinas que se están consumiendo, ya que existen antiácidos que se venden sin receta y que contienen elevadas cantidades de calcio, lo que puede contribuir a la formación de cálculos.
- Mantenerse en actividad (hacer ejercicio, caminar, etc.), dado  que la gente inactiva tiende a acumular mucho calcio en el torrente sanguíneo, mientras que la actividad ayuda a devolver el calcio a los huesos.
- Llevar el cálculo al doctor, si lo desaloja, para analizarlo en un laboratorio; así podrá determinar el tipo de cálculo y le ayudará a usted a evitar otro en el futuro.
- Consumir teobromina, una sustancia procedente del cacao que actúa como inhibidora de la cristalización del ácido úrico en la orina y que fue patentada como complemento dietético por un equipo de investigadores de la Universidad de las Islas Baleares.